# Эристов, Николай Дмитриевич
Князь Николай Дмитриевич Эристов (Эристави) (1821 или 1823 — 26 марта 1856) — полковник (25.06.1854) русской императорской армии, герой покорения Кавказа и Крымской войны.

## Биография
Родился в семье князя Дмитрия Элизбаровича Эристова (Эристави-Ксанского; 1797 —?) и Марии (Мариам) Ивановны (урождённой княжны Чолокаевой).
Поступив на службу волонтером, принял в 1840 году под начальством полковника князя И. М. Андроникова участие в походе против возмутившейся Осетии. Но первое успешное участие в деле было и первым тяжёлым испытанием для молодого воина: при дальнейшем наступлении на позиции бунтовщиков и при штурме их укрепленных башен за снежными хребтами Тиби, Эристов был ранен пулею в ногу, с повреждением кости. Наградой ему за храбрость был чин прапорщика и 100 рублей пенсии. Увечье это едва не сделалось горестным уделом юноши: он три года вынужден был ходить на костылях. Выздоровев, князь в составе храбрых грузинских дружин совершил (1844 год) поход в Дагестан под личным начальством генералов А. И. Нейдгардта и А. Н. Лидерса, за что и пожалован был чином подпоручика, а в 1845 году участвовал в походе главнокомандующего князя М. С. Воронцова в Андию. В этой смелой, неимоверно трудной кампании, Эристов везде был одним из первых, везде выказал мужество и самоотвержение. При штурме неприятельской позиции на высотах Азал Эристов получил рану в голову, но, несмотря на то, 13 и 14 июля при движении отряда от Дарго к Герзель-аулу, по общему свидетельству очевидцев, он явил новые чудеса храбрости.
Генерал-адъютант князь М. С. Воронцов, увидев на деле отличные воинские способности молодого Эристова, предложил ему вступить в строй кавказских войск, и тот согласился, определившись в Грузинский гренадерский полк в чине прапорщика (1840 год) Участие Эристова в кавказских походах уже в рядах прославленных гренадер ознакомили его с той школой опыта и закала, которая существует только на Кавказе и которая учит преодолевать всякое препятствие и управляться со всякой опасностью. Уроки, вынесенные из этой школы, Эристов впоследствии счастливо применял на практике.
В 1849 году был назначен адъютантом к князю М. С. Воронцову; такое назначение не помешало ему, однако, предпринять ряд экспедиций, которые дали ему чин капитана лейб-гвардии Финляндского полка.
Начало Крымской войны представило испытанному мужеству кавказских служак достойное поприще. Князь Эристов, зачисленный в подполковники по армии, с оставлением в том же звании адъютанта главнокомандующего, поспешил стать в ряды войск, предназначенных отразить наступление турецких корпусов в наши пределы. Командуя передовой колонной войск, состоявшей из трёх батальонов пехоты, из четырёх орудий и нескольких сотен гурийской и имеретинской милиции, князь Эристов был извещён о приближении 12-тысячного авангардного корпуса мушира Селим-паши с намерением атаковать его, но сам решился предупредить намерение неприятеля и немедленно выступить к нему навстречу. Неприятель далеко развёртывал свои силы, и Николай Дмитриевич воспользовался таким его положением: оставив небольшой резерв позади себя, он главными силами атаковал неприятельские ряды, опрокинул центр, взял два орудия и, таким образом, поразив его на главном пункте, он затем обратил все свои силы на фланги, успевшие было уже, обходным движением, охватить резерв и артиллерию. Турки потерпели окончательное поражение и разгромленные, разбитые по частям обратились в бегство. 4 июня гурийский отряд под предводительством князя И. М. Андроникова одержал у реки Чолоки блестящую победу над Селим-пашой. Посланцем к государю с известием о победе был отправлен в Петербург князь Эристов.
За добрую весть о победе государь пожаловал ему флигель-адъютанта, за дело 27 мая 1854 года — орден Святого Георгия 4-й степени и за отличие в сражении у реки Чолоки 4 июня 1854 года — чин полковника. По возвращении из Петербурга он вновь был назначен в Гурийский отряд.
В 1855 году, по Высочайшему соизволению, князь Эристов перевёлся на службу в Крымскую армию и получил командование над Смоленским пехотным полком, а в октябре того же года, по личному избранию государя, князь Эристов был назначен командиром лейб-гренадерского Екатеринославского Его Величества полка.
Умер князь Эристов 26 марта 1856 года.

## Награды
- Орден Святой Анны 3-й степени с бантом (09.08.1845)
- Орден Святого Владимира 4-й степени с бантом (28.11.1845)
- Орден Святого Георгия 4-й степени (09.07.1854)